# Пулевский, Георгий
Георгий Пулевский (болг. Георги Пулевски; макед. Ѓорѓи Пулевски; макед. Ѓорѓија Пулевски) болгаро-македонский национал-революционер и публицист. Он одним из первых в Новое время поставил вопросы об отдельной македонской нации, о самостоятельном македонском языке, хоть и не дал на них однозначных ответов. Публицист Крсте Мисирков считал Пулевского одним из основоположников македонизма. Будучи яркой и разносторонней личностью, Пулевский прославился и как лингвист, и как полевой командир гайдуков, и как архитектор.

## Биография
Георгий Пулевский родился в 1817 году, в горном северомакедонском селе Галичник, в составе тогдашней Османской империи. Принадлежал Георгий к славянскому македонскому племени мияков (мијаци). В Галичнике бытует предание о том, что «предки Георгия Пулевского переселились в Галичник в конце XV века из небольшого приморского городка Пула, расположенного к югу от Скадара (Шкодера), в Северной Албании». О юных годах Пулевского мало что известно. Он долго работал каменщиком в Дунайских княжествах Валахии и Молдавии (в 1859 г. эти княжества объединились в Румынию), в зрелом возрасте стал архитектором. Из княжеств Пулевский часто приезжал в родные края. В ущельях Голого Брда, к западу от Галичника, на стыке Северной Македонии с Албанией, он сформировал гайдуцкую чету, сильно тревожившую турецких оккупантов.
В Румынии, вероятно, уже после Крымской войны, Пулевский познакомился со своим тёзкой Георгием Раковским — другим прославленным болгарским гайдуком. Чета Раковского успешно оперировала против турок на востоке Болгарии, в районе Рога Старой Планины. В 1861—1862 годах Раковский создал в Белграде Первую Болгарскую легию. А Георгий Пулевский сформировал в составе Легии понтонерскую чету, вскоре доставившую много неприятностей турецкому гарнизону Белграда…
В скором времени началось сотрудничество Пулевского с сербской интеллигенцией. В те годы активизировалась сербская пропаганда в Македонии — и определённые белградские круги рассчитывали использовать в своих целях поселившегося в Сербии (и имевшего перед Сербией заслуги) македонского воеводу Пулевского. Сербские власти спонсировали издание двух уникальных словарей, составленных Пулевским. За ними закрепились названия «Четырёхязычник Пулевского» (Београд, 1873) и «Триязычник Пулевского» (Београд, 1875). «Четырёхязычник» был предназначен, прежде всего, для сербов, желавших изучить албанский, турецкий и греческий языки. Триязычник же был адресован соплеменникам Пулевского, чей родной язык он идентифицировал как македонский. В трёх столбцах на каждой странице приводились албанский и турецкий эквиваленты македонских (прежде всего, взятых из галичниковского диалекта) слов. И албанские, и турецкие слова приводились в кириллической транскрипции, весьма удачно сделанной Пулевским. В то время албанцы уже давно пользовались латиницей, турки же (перешедшие на латиницу лишь при Ататюрке) пользовались мало подходящим для тюркских языков арабским алфавитом.

В 1876 году Пулевский принял участие в Сербско-турецкой войне, а затем и в Русско-турецкой войне. Наряду с воеводами Ильо Марковым, Григором Огненовым, Георгием Антоновым и Димитром Трифоновым, Георгий Пулевский стал воеводой болгарской добровольческой четы. Первые четыре вольных четы были сформированы в Ловче, при отряде генерал-лейтенанта Карцева. Многие четники Пулевского происходили из Македонии. Чета Пулевского билась с башибузуками и аскерами в ущельях Троянского Балкана, а затем участвовала в кровопролитном сражении за Шипку. Пулевский был одним из освободителей Кюстендила. 
Кроме болгарского ополчения, в войне 1877-1878 годов приняли участие и четы болгарских добровольцев... Г-н Хитрово лично посетил Белград и Бухарест, где в то время находились главные воеводы гайдуцких болгарских чет... Воеводами чет были Илья Марков, Дмитрий Трифонов, Георгий Пулевский, Георгий Огнянов и Иванчо Роби... Город (Кюстендил) был взят после борьбы, при которой болгарские четы защитили окрестные болгарские сёла от башибузуков.
 — вспоминал русский генерал-майор Н. Р. Овсяный. Георгий Пулевский приветствовал утверждённое Сан-Стефанским договором объединение региона Македонии с Болгарским княжеством. Вскоре он получил гражданство освобождённой Болгарии. Не признав законными анти-македонские решения Берлинского конгресса (Географический регион Македония был оставлен под турецким игом), доблестный воевода Пулевский принял участие в Кресненско-Разложском восстании, которое закончилось поражением.
В конце 1878 года Пулевский издал в Софии поэму «Самовила Македонска», где отстаивал мнение, что предками современных македонцев были античные цари Филипп Македонский и Александр Великий. В «Самовиле» же он осудил интриги английской дипломатии, в результате коих Македония была возвращена туркам. В 1879 году Пулевский издал в Софии два тома «Македонской песнарки», куда включил несколько собственных поэм и народные песни. В сочинённой Пулевским песне «Македонцим ув прилог» воспевается «старо царство, јесте од цара Александра, Наш цар Македонски, познат Александар Велики ув вселену».
После Кресненско-Разложского восстания, Пулевский какое-то время жил «на два дома» — в Софии и Белграде. В архиве сербского МВД сохранились два документа, подтверждающие, что к тому времени Пулевский (при своём ярком македонизме) идентифицировал свою национальность как болгарина. Русский генеральный консул Михаил Хитрово, многолетний приятель Пулевского, также считал его болгарином.

В 1880 году Георгий Пулевский издал книгу «Слогница речовска на славяно-македонското население» (при финансовой помощи Угрина Джикова). Своей последней грамматике Пулевский дал такое название: «Язичница. Содержающая староболгарски язик, а уредена ем исправена, да се учат болгарски и македонски синове и керки». То есть он признал македонское наречие — болгарским диалектом. В 1882 году Кузман Шапкарев писал в журнале «Марица»: 
Аз знам тука един македонски българин от Дебърското село Галичник, който има много материал, събран от дебърските български села.

Идеалист Пулевский большую часть своей жизни остро нуждался в деньгах. С 1882 года до конца своих дней он получал пенсию, утверждённую Народным собранием. Выступая в 1882 году в Народном собрании, ходатайствуя о пенсии, Георгий Пулевский выразил своё сожаление о неосуществившемся объединении Македонии с Княжеством Болгарским: 
Господа! Народни представители! Състоянието на бедност ме принуди да представям моите свидетелства, че съм участвал като войвода в Руско-турската война, за освобождението на нашата татковина, но за нещастие нашата земя остана неосвободена и несъединена
 В переводе Михаила Девлеткамова: 
Господа! Народные представители! Бедственное состояние принуждает меня представить свидетельства, что я участвовал как воевода в Русско-турецкой войне за освобождение нашего отечества, но по несчастью, наша земля осталась неосвобождённой и необъединёненой.
В 1892 году Пулевский завершил свой монументальный труд «Славяно-македонска обща история» (1700-страничная рукопись). Георгий Пулевский умер в Софии 13 февраля 1893 года.

## Галерея

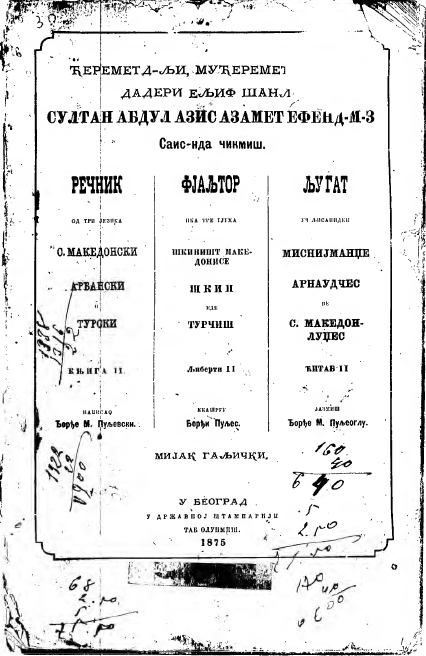
Триязычник Пулевского
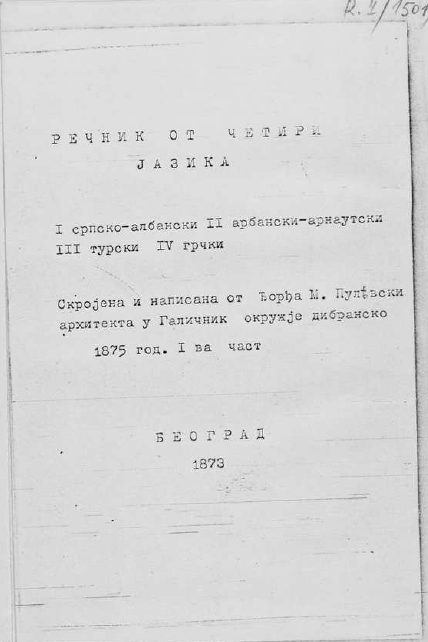
Четырёхязычник Пулевского
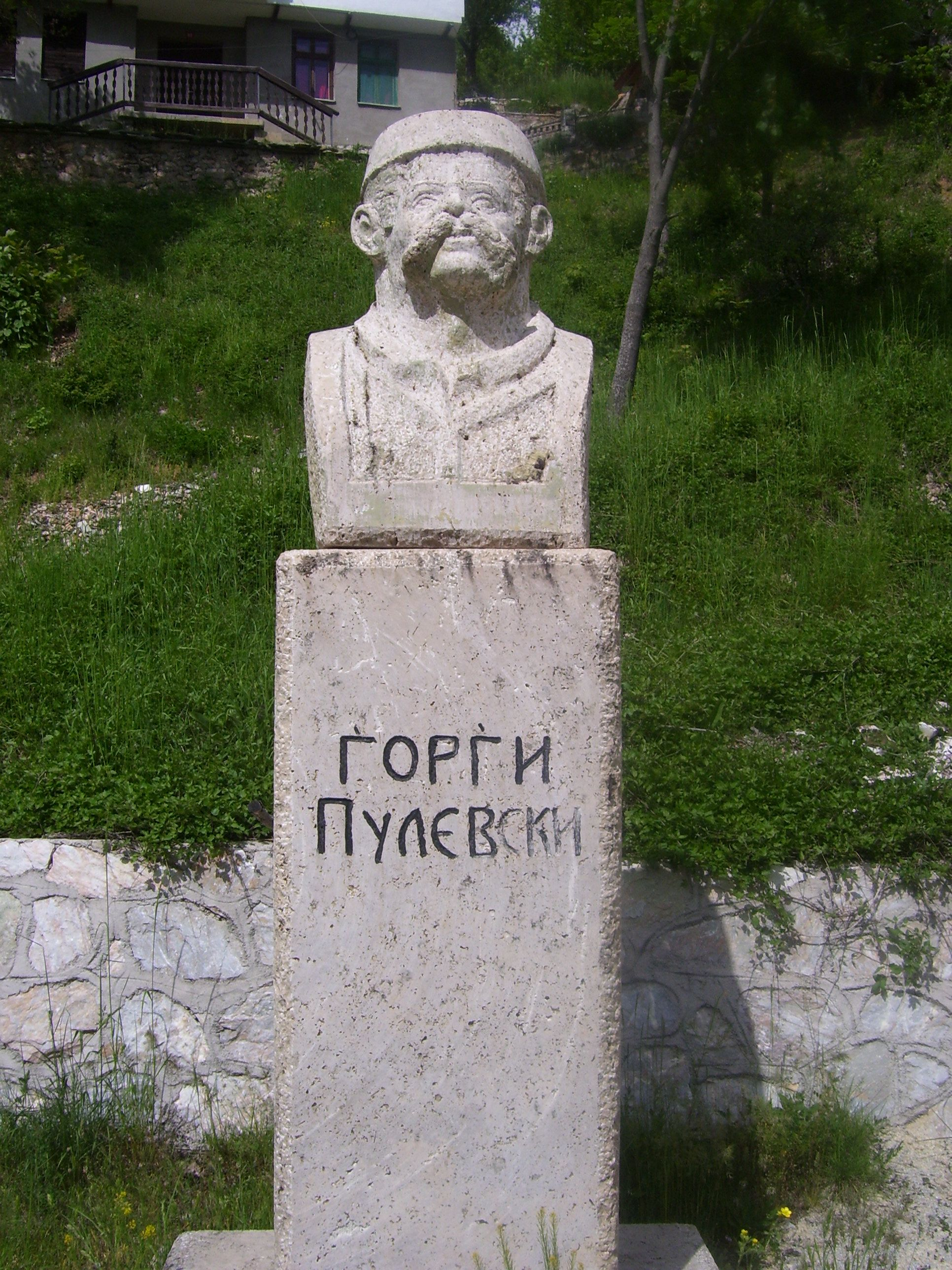
Памятник Георгию Пулевскому в Галичнике
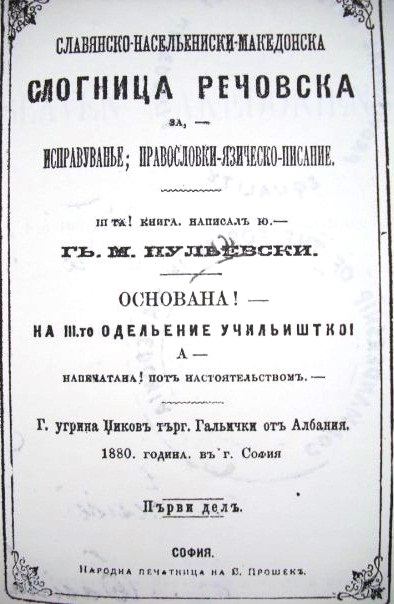
Слогница Речовска